# 黒井健
黒井 健（くろい けん、1947年 - ）は、日本の絵本画家、イラストレーター。新潟県新潟市生まれ。新潟市立鏡淵小学校、新潟市立白新中学校、新潟県立新潟高校出身。

## 作風と評価
色鉛筆を用いた独特の繊細な絵柄で知られる。1983年、第9回サンリオ美術賞受賞。2006年、『またたびトラベル』（茂市久美子）で、第20回赤い鳥さし絵賞受賞、第62回日本児童文芸家協会児童文化功労賞

## 画集・著書
著書は300冊を超える。
- 『手ぶくろを買いに』 (日本の童話名作選) 新美南吉/黒井健
- 『ごんぎつね』 新美南吉/黒井健 偕成社 ISBN 4039632702
- 『あのねサンタの国ではね』作：嘉納純子、一色恭子 絵：黒井健 /偕成社(1990)
- 『12の贈り物 - 世界でたったひとりの大切なあなたへ』シャーリーン・コスタンゾ/黒井健 ポプラ社
- 『かさじぞう』 (松谷みよ子むかしむかし)松谷みよ子黒井健 童心社 (2006) ISBN 4494002461
- 『猫の事務所』(日本の童話名作選)宮沢賢治黒井健 偕成社 (1994/10) ISBN 4039634209
- 『水仙月の四日』作：宮沢賢治 絵：黒井健 /ミキハウス（1999）
- 『Dream^3(夢の3乗)』(1994年、妖精村) 文：黒井健・永田萠・葉祥明
- 『ふる里へ』 星野知子/黒井健/小学館 2006年10月出版
- 『ころわんちょろわん』 作：間所ひさこ 絵：黒井健 /ひさかたチャイルド (2007-02出版)
- 『あしたまほうになあれ』作：小野寺悦子 絵：黒井健 /学研マーケティング（1989）
- 『うまれてきてくれてありがとう』作：にしもとよう絵：黒井健 /童心社(2011)
- 『招福堂のまねきねこ またたびトラベル物語』作：茂市久美子 絵：黒井健 /学研マーケティング（2009）
- 『リリアン』作：山田太一 絵：黒井健/小学館（2006）
- 『ネコノテパンヤ』作：高木さんご 絵：黒井健 /ひさかたチャイルド（2020）
- 『まっくろ』作：高崎卓馬 絵：黒井健（2020[1]）
- 『新装版 車のいろは空のいろ』全4巻、作：あまんきみこ、絵：黒井健、ポプラ社、2022年[2]
- 『すずばあちゃんのおくりもの』作：最上一平 絵：黒井健（2022）
- 『ともだちともる』作：内田麟太郎 絵：黒井健（2024）

## 映像作品
- 「ごんぎつね」 販売元: ポニーキャニオン DVD発売日: 2005/04/20
- 「手ぶくろを買いに」 販売元: ポニーキャニオン DVD発売日: 2005/04/20

## 展示施設

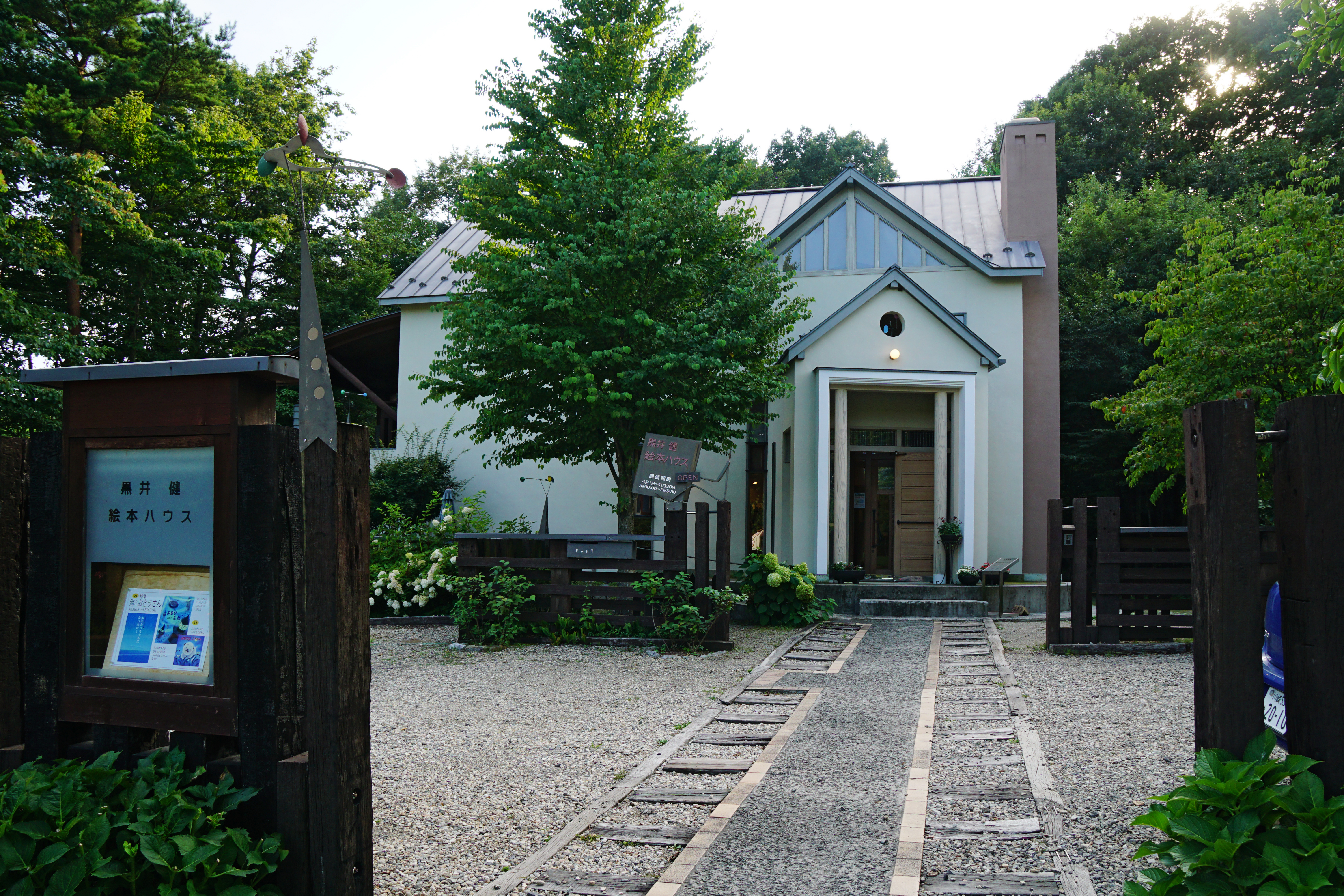
黒井健絵本ハウス

- 黒井健絵本ハウス -- 北杜市清里にある私設美術館で、原画等を常設展示する。